# Chrustalnyj (Rosja)
Chrustalnyj – osiedle typu miejskiego w Rosji, w Kraju Nadmorskim. W 2010 roku liczyło 3138 mieszkańców.